# Fondation pour la recherche sur la biodiversité
Pour les articles homonymes, voir FRB.
La Fondation pour la recherche sur la biodiversité (FRB) est une fondation de coopération scientifique de droit privé. Elle est créée en février 2008, conformément aux propositions fin 2007 du Grenelle de l'environnement, et à l’initiative des ministères français de la recherche et de l’environnement[réf. souhaitée]. Elle se bâtit sur le regroupement du bureau des ressources génétiques (BRG) et de l'Institut français de la biodiversité (IFB). Elle est fondée par des institutions publiques de recherche (BRGM, Cirad, CNRS, Ifremer, INRAE, IRD, MNHN)[réf. souhaitée], rejoints depuis par le groupe LVMH, l'université de Montpellier et l'OFB. La FRB est une plateforme science/société qui soutient et promeut les projets scientifiques et l’expertise sur la biodiversité.

## Missions
Fondation de coopération scientifique, la FRB a pour mission de favoriser aux niveaux national, européen et international, les activités de recherche sur la biodiversité en lien étroit avec les acteurs de la société. Susciter l'innovation, développer et soutenir des projets, mobiliser l'expertise et la synthèse, sont autant d'actions au cœur de son dispositif. La formation, la sensibilisation et la diffusion des connaissances accompagnent ses missions.
Entre 2008 à 2013, la FRB a ainsi pu sélectionner et soutenir 162 projets de recherche scientifique. 
Elle a aussi créé et mis à jour un annuaire de plus de 4500 experts et acteurs de la recherche sur la biodiversité (en France et hors de France), en mobilisant une centaine de ces experts pour co-piloter des actions de soutien à la recherche et l’élaboration de recommandations scientifiques concernant la biodiversité.

## Gouvernance
La fondation est présidée par Denis Couvet, qui a pris la suite de Jean-François Silvain (président de 2014 à 2020), Patrick Duncan (président de 2011 à 2014) et Bernard Delay (président de 2008 à 2011). Hélène Soubelet est la directrice de la FRB depuis le 1er avril 2017, après Pierre-Edouard Guillain, dirigeant de la FRB de 2014 à 2017, Bénédicte Herbinet, de 2012 à 2014, et Xavier Le Roux, de 2008 à 2012. La directrice et une équipe opérationnelle s'appuient sur : 
- un Conseil scientifique (CS) qui donne des avis sur les orientations de la FRB et son programme annuel d’action, et « examine toute question scientifique relative à la biodiversité » ;
- un Conseil d'orientation stratégique (COS), qui « représente les parties prenantes de la biodiversité, assiste le conseil d’administration, par le biais d’avis et de propositions relatives aux missions de la FRB, aux orientations de ses travaux et à leur valorisation ». En 2020, le COS accueillait 245 structures[3] (entreprises, fédérations professionnelles, ONG, acteurs publics, collectivités territoriales et autres acteurs socio-professionnels, gestionnaires ou collectivités).  
  - Pour la période 2018-2021, ce conseil est présidé par Allain Bougrain-Dubourg (LPO), assisté de Jean-François Lesigne (RTE). Les structures membres du COS sont réparties en cinq collèges, chacun ayant un représentant au Conseil d'administration : Michel Salas (OFB), Isabelle Clément-Nissou (Gnis), François Letourneux (UICN), Élise Bourmeau (Séché Environnement) et Hélène Leriche (Orée).
  - Pour la période 2015-2017, ce conseil était présidé par Daniel Baumgarten (groupe Séché Environnement[4]), assisté de Michel Métais[5] comme vice-président (pour la période 2015-2017), qui remplacent François Letourneux (UICN) et Sylvie Bénard (LVMH). Cinq représentants du COS siègent au Conseil d’administration de la FRB : Nirmala Séon-Massin (ONCFS), Stéphane Patin (Races de France), Allain Bougrain-Dubourg (LPO), Jean-François Lesigne (RTE) et Céline Liret (Océanopolis).  À compter de 2021, et pour répondre à une demande sociétale croissante, le fonctionnement du Cos évolue. Il émane désormais d'une nouvelle entité : l'Assemblée des parties prenantes. Le Cos réunit une trentaine de structures qui souhaitent s'engager plus aux côtés de la FRB et participer de manière plus étroites aux discussions avec le CS.

## Ressources et budget
Les ressources de la fondation s'élèvent en 2018 à 3 080 000 euros, provenant principalement de fonds publics.
Le budget de fonctionnement de l'organisme approche 600 000 euros en 2017.

## Partenariats

### Partenariats avec le «public»
La FRB peut nouer des partenariats avec des collectivités et leur apporter son expérience (européenne et nationale) des réseaux de recherche sur la biodiversité et critères de sélection.
La FRB a accompagné quatre appels à projets du Conseil régional du Nord-Pas-de-Calais sur trois thèmes (biodiversité en milieu anthropisé, biodiversité face aux changements globaux (fragmentation, changement climatique, …), et relations entre la biodiversité et la société (représentations, services…). Ils ont permis de financer plusieurs projets impliquant des laboratoires régionaux, nationaux ou étrangers, des communes, des associations et des universitaires ou experts en biodiversité. Les projets retenus par l'appel à projet commun régions-FRB pour 2011 ont été :
- « BIOSERV » : projet sur les services rendus par la nature, sur l'histoire et l'évolution du concept, les modes de perception par les acteurs régionaux, et l'évaluation des services ;
- « BIOTROPH » : rôle de la biodiversité dans les processus de transfert de contaminants au sein des réseaux trophiques ;
- « CUBA » : optimisation d'une trame verte dans un écosystème urbain et semi-urbain, avec étude du cas de Grande-Synthe, l'une des premières communes à avoir développé une stratégie de gestion différenciée ;
- « MACROFONE » : projet portant sur les structures et le fonctionnement des communautés macrozoobenthiques dans des sédiments meubles intertidaux du Nord–Pas-de-Calais, en relation avec l'avifaune hivernante qui s'en nourrit ;
- « ORDYNORD »  : recherche sur l'origine et la dynamique de la biodiversité en situation calaminaires du Nord-Pas-de-Calais ;
- « RETROSCEN » : rétro-observation des bases de données naturalistes en Nord-Pas-de-Calais, Picardie et Belgique, et prospective ;
- « SESEEP » : projet portant sur les services écosystémiques dans le Parc naturel régional Scarpe-Escaut, incluant l'intérêt d'une évaluation et d'une démarche prospective ;
- « UNION-Biodiv » : projet d'écologie urbaine portant sur l'évaluation écologique et sociologique de la biodiversité au cours de la requalification d'une friche urbaine en écoquartier, et ayant vocation d'aide à la décision dans un contexte de planification et d'aménagement urbain.

Depuis 2008, la FRB est la structure qui coordonne le Partenariat européen BiodivERsA, qui regroupe des ministères de la recherche et de l'environnement, ainsi que des agences de financement de la recherche et des fondations de 25 pays.

### Partenariats avec le «privé»
Une des missions de la FRB est de recevoir des dons pour la recherche sur la biodiversité, via des actions de mécénat.
En novembre 2014, sur « proposition de François Houllier, président-directeur général de l’INRA et président de l’Alliance nationale de recherche pour l'environnement (AllEnvi), le conseil d'administration de la FRB » a été ouvert à LVMH, groupe qui était déjà représenté dans le conseil d'orientation stratégique de la FRB depuis 6 ans, avec une vice-présidence assurée durant un peu plus de 4 ans par la directrice de LVMH à l'environnement, Sylvie Bénard, laquelle s'est impliquée sur les « enjeux associés au devenir de la biodiversité et à son utilisation durable ». LVMH devient ainsi le premier partenaire privé à devenir membre de ce conseil d'administration, aux côtés des 8 instituts de recherche membres-fondateurs.
Allain Bougrain-Dubourg, président du Conseil d’orientation stratégique de la FRB, estime en 2018 « avec les financements de la recherche, on flirte parfois avec le green washing […] Ce n’est pas en payant qu’on peut se vêtir d’un habit de moralité. La FRB devrait initier une réflexion sur cette éthique ».

## Le Cesab
Le Centre de synthèse et d'analyse sur la biodiversité, ou Cesab, est à la fois un programme, un lieu (basé dans un premier temps à Aix-en-Provence, puis depuis 2020 à Montpellier), et un « centre-ressource » créé et soutenu par la FRB en 2010. Il a pour rôle de faciliter la recherche sur la biodiversité, en offrant un meilleur accès aux données et informations disponibles (distribution des espèces, suivi dans le temps, données biologiques, climatiques, socio-économiques, télédétection , etc.), en mettant en place de meilleures conditions de travail collaboratif et pluridisciplinaire sur le long terme, ce qu'exige l'étude de la biodiversité aux grandes échelles spatiotemporelles. Il permet aussi de remédier aux difficultés d'analyser et de synthétiser, de manière récurrente, les données nouvellement acquises avec les plus anciennes, et de prendre en compte les nouveaux outils (barcoding moléculaire par exemple), ainsi que les derniers modèles scientifiques[réf. nécessaire].
Il est soutenu par EDF, la Fondation d’Entreprise Total, l’Office de l’Eau et des Milieux aquatiques, la région Provence-Alpes-Côte d’Azur, Total SA, le John Wesley Powell Center, le Labex OT-Med.
Le lieu est ouvert aux chercheurs via des groupes de travail sélectionnés par des appels à projets annuels. Ceux-ci se retrouvent au Cesab deux à trois fois par an pour des sessions de travail collectif de 5 à 10 jours,.